# Uroplatus fiera
Espèce
Uroplatus fiera est une espèce de geckos de la famille des Gekkonidae.

## Répartition
Cette espèce est endémique de Madagascar. Elle se rencontre vers Fierenana et Ambatovy dans l'Alaotra-Mangoro.

## Description
Le mâle holotype mesure 86,1 mm de longueur totale dont 66,2 mm de longueur standard et 19,9 mm de queue.

## Étymologie
L'épithète spécifique, fiera, est une forme abrégée de la localité où a été trouvé le spécimen ayant servi à décrire l'espèce, Fierenana, et rappelle également le terme espagnole fiera signifiant « animal, bête » en référence à l'apparence « démoniaque » de cet animal.

## Publication originale
- Ratsoavina, Ranjanaharisoa, Glaw, Raselimanana, Miralles & Vences, 2015 : A new leaf-tailed gecko of the Uroplatus ebenaui group (Squamata: Gekkonidae) from Madagascar's central eastern rainforests. Zootaxa, no 4006 (1), p. 143–160.